# HMS Latona (M76)
HMS Latona (M76) là một tàu rải mìn thuộc lớp Abdiel được Hải quân Hoàng gia Anh Quốc chế tạo trong Chiến tranh Thế giới thứ hai. Nó có quãng đời phục vụ ngắn ngũi, bị đánh chìm chỉ không đầy sáu tháng sau khi được đưa vào hoạt động.
Latona được đặt hàng vào ngày 23 tháng 12 năm 1938 và được đặt lườn tại xưởng tàu của hãng John I. Thornycroft & Company ở Woolston, Hampshire vào ngày 4 tháng 4 năm 1939. Nó được hạ thủy vào ngày 20 tháng 8 năm 1940 như một tàu rải mìn nhanh, và được đưa ra hoạt động vào ngày 4 tháng 5 năm 1941 nhưng chưa bao giờ hoạt động trong vai trò được dự định. Thay vào đó nó được sử dụng tại Địa Trung Hải để chuyển giao hàng dự trữ và tiếp liệu cho quân đội Đồng Minh trú đóng tại Tobruk và Cộng hòa Síp.
Ngay sau khi đưa vào hoạt động, Latona lên đường đi Scapa Flow để tiếp nhận hàng dự trữ đồng thời được trang bị bổ sung pháo Oerlikon 20 mm để tăng cường tự vệ chống các cuộc không kích. Hoàn tất việc chất dỡ, nó lên đường đi Địa Trung Hải vào ngày 16 tháng 5, đi qua mũi Hảo Vọng và biển Đỏ, và đi đến Alexandria vào ngày 21 tháng 6, gia nhập cùng con tàu chị em Abdiel. Ngày hôm sau chúng lên đường hỗ trợ cho các hoạt động quân sự tại khu vực Đông Địa Trung Hải. Nhiệm vụ đầu tiên của Latona là vận chuyển nhân sự thuộc Không quân Hoàng gia Anh đến Cyprus tăng cường cho lực lượng trú đóng tại đây; và sau khi hoàn thành sứ mạng, nó quay trở về Alexandria vào ngày 25 tháng 7.
Nó lại khởi hành vào tháng 8 cùng với Abdiel, HMAS Hobart, HMAS Napier và HMAS Nizam để hỗ trợ lực lượng đồn trú tại Tobruk. Chúng sau cùng đã giúp chuyển tổng cộng khoảng 6.300 binh lính đến Tobruk đồng thời cho triệt thoái khỏi đây khoảng 6.100 người. Vào ngày 25 tháng 10, các con tàu chịu đựng một đợt không kích ở về phía Bắc Bardia. Đang vận chuyển khoảng 1.000 binh lính Ba Lan, Latona bị một máy bay ném bom Junkers Ju 88 đánh trúng một quả bom vào phòng động cơ, gây ra một đám cháy lan tràn không thể kiểm soát. Các tàu khu trục Hero và Encounter tiến đến gần để trợ giúp và cứu vớt hầu hết binh lính và thủy thủ. Latona còn tiếp tục nổi được thêm hai giờ trước khi xảy ra vụ nổ hầm đạn phía sau khiến nó đắm. Có bốn sĩ quan, 16 thành viên thủy thủ đoàn cùng 7 binh sĩ thiệt mạng.